# 黑柿番茄
黑柿番茄，一種番茄品種，在荷治時期，由荷蘭人經印尼引進台灣，是台灣最早的番茄品種。

## 特色
果實大，外皮薄，呈翠綠色，略帶紅色。台灣傳統上將它當成蔬菜使用，可以煮湯或炒蛋，也可以做成番茄切盤。

## 品種
目前最新的品種，是農委會桃園區農業改良場在2010年發表的亞蔬20號。